# 소크라테스에서 포스트모더니즘까지
《소크라테스에서 포스트모더니즘까지(영어: Socrates to Sartre and Beyond: A history of Philosophy)》는 새뮤얼 이녹 스텀프가 저술하고 이광래 교수가 한국어로 번역한 서양철학 개론서이다. 처음에는 《소크라테스에서 사르트르까지(영어: Socrates to Sartre)》라는 제목으로 출간되었으며, 원저자인 스텀프가 1998년에 사망한 후로는 제자 제임스 피저가 전면적으로 개정하여 지금과 같은 제목으로 펴냈다. 제2판이 《서양철학사》라는 제목으로 대한민국에 출간된 바 있다. 가장 최근에 나온 판본은 2007년 7월 30일에 나온 제8판이다. 일반 영미권 철학서와 달리 아랍 철학, 현상학, 실존주의, 여성 철학자들도 다루고 있다.

## 목차[1]
1. 제 1부: 그리스 철학
  1. 소크라테스 이전의 철학자들
  2. 소피스트들과 소크라테스
  3. 플라톤
  4. 아리스토텔레스
2. 제 2부: 헬레니즘과 중세 철학
  1. 아리스토텔레스 이후의 고대 철학
  2. 아우구스티누스
  3. 중세 초기의 철학
  4. 토마스 아퀴나스와 그의 후계자들
3. 제 3부: 근대 초기의 철학
  1. 르네상스 시대의 철학
  2. 대륙 이성론
  3. 영국 경험론
4. 제 4부: 근대 후기와 19세기의 철학
  1. 칸트
  2. 독일 관념론
  3. 공리주의와 실증주의
  4. 키에르케고어, 마르크스, 니체
5. 제 5부: 20세기와 현대 철학
  1. 프래그머티즘과 과정의 철학
  2. 분석 철학
  3. 현상학과 실존주의
  4. 최근의 철학